# Bernhard Thebes

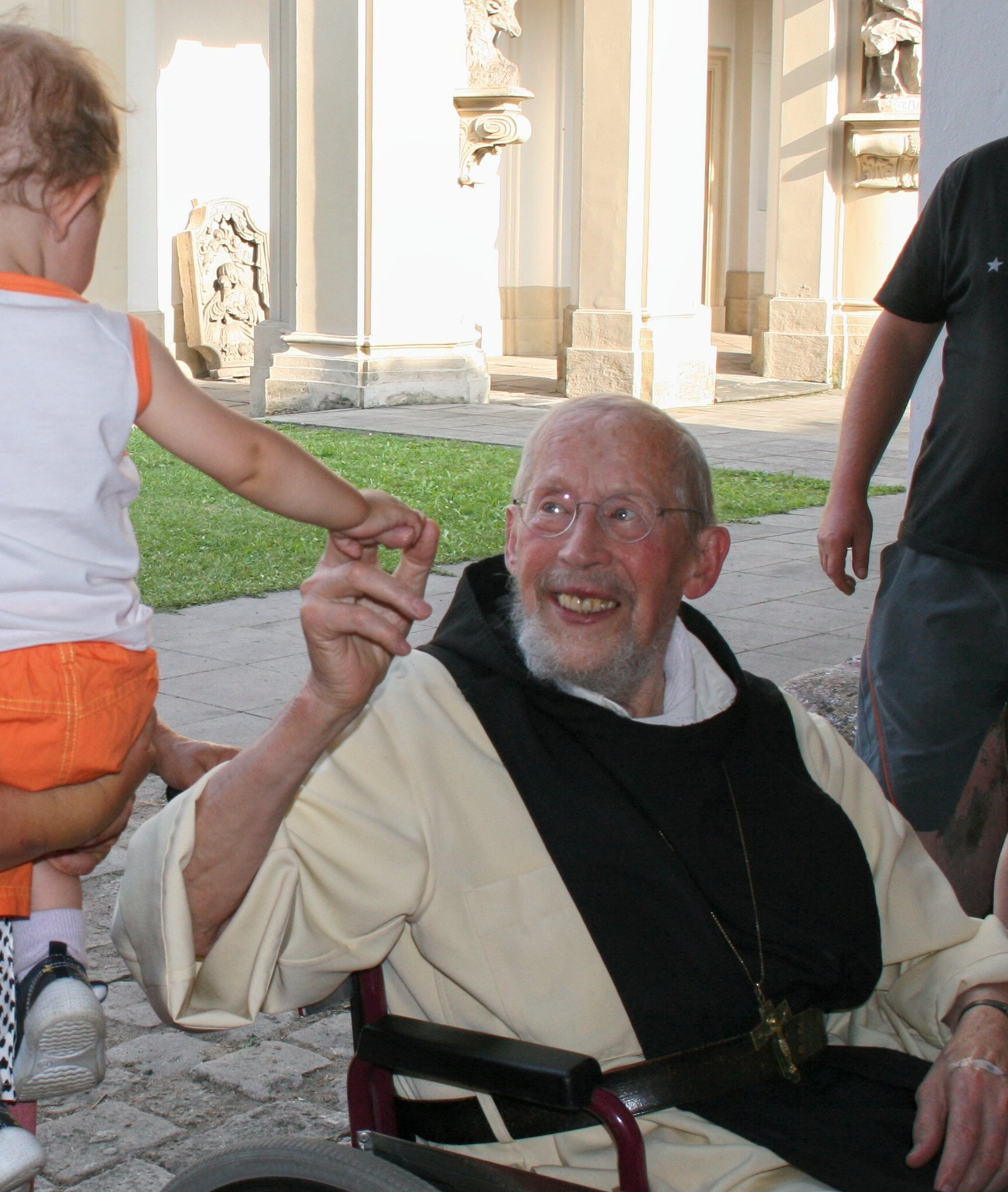
Bernhard Thebes

Heinrich Bernhard Thebes OCist (* 4. November 1928 auf Gut Wickershausen in Hollenstedt/Northeim, Niedersachsen; † 27. März 2010 in Goppeln, Sachsen) war ein römisch-katholischer Ordensgeistlicher. Er war letzter Abt der Zisterzienserabtei Osek in Nordböhmen.

## Leben
Bernhard Thebes war Marinehelfer im Zweiten Weltkrieg, erlernte nach Kriegsende zunächst den Beruf des Maurers und studierte Bauingenieurwesen in Mainz. Er trat 1957 der Ordensgemeinschaft der Zisterzienser bei und legte die einfache Profess für das Kloster Vyšší Brod, ab 1960 zum Kloster Osek gehörend, ab. Nach seinem Abitur am Spätberufenenkolleg Marianum in Neuss studierte Thebes Philosophie in Marienstatt und Knechtsteden sowie Theologie in Rom. Am 15. Juli 1965 empfing er die Priesterweihe durch Josef Kardinal Frings.
Von 1971 bis 1992 war er Prior des Klosters Langwaden in Grevenbroich, das der vertriebene Konvent von Osek aufbaute. 1990 wurde er zudem zum 48. Abt der Zisterzienserabtei Osek gewählt und am 15. Juli 1990 durch Generalabt Polikárp Zakar zum Abt von Osek benediziert. Er lebte seit dem 21. März 1991 in Osek und engagierte sich für die Erhaltung und den Wiederaufbau sowie die Rückerstattung beschlagnahmter Kirchengüter der 1192 durch den Zisterzienserorden gegründeten, bedeutendsten Klosteranlage Nordböhmens. Dieses ist Teil der Stadt Osek, die am Südhang des Erzgebirges in Tschechien liegt.
Eine Krebserkrankung zwang ihn 2008 zur Übersiedlung in ein Altenheim der Nazarethschwestern in Goppeln bei Dresden, wo Abt Thebes starb. Er wurde am Ostermittwoch, dem 7. April 2010, nach einem Requiem des Bischofs von Leitmeritz, Jan Baxant, im Kloster Osek beigesetzt.